# 金色のガッシュベル!! うなれ!友情の電撃 ドリームタッグトーナメント
『金色のガッシュベル!! うなれ!友情の電撃 ドリームタッグトーナメント』（こんじきのガッシュベル うなれ ゆうじょうのザケル ドリームタッグトーナメント）とは、雷句誠原作の漫画およびアニメ作品『金色のガッシュベル!!』の対戦型アクションゲーム。

## 概要
2005年11月24日にゲームボーイアドバンス用ソフトとしてバンプレストから発売された。2003年に発売された『金色のガッシュベル!! うなれ!友情の電撃』と2004年12月22日に発売された『金色のガッシュベル!! うなれ!友情の電撃2』の続編。
前作までは魔物と人間が一緒に闘っていたが、今回は魔物同士がタッグを組んで闘うシステムになっている。

## 登場人物
- ガッシュ（声優：大谷育江）
- 清麿（声優：櫻井孝宏）
- ティオ（声優：釘宮理恵）
- 恵（声優：前田愛）
- キャンチョメ（声優：菊池正美）
- フォルゴレ（声優：高橋広樹）
- キッド（声優：岡村明美）
- ナゾナゾ博士（声優：納谷六朗）
- ウォンレイ（声優：石田彰）
- リィエン（声優：池澤春菜）
- テッド（声優：竹内順子）
- ジード（声優：石井康嗣）
- ウマゴン（声優：こおろぎさとみ）
- サンビーム（声優：郷田ほづみ）
- カルディオ（声優：うえだゆうじ）
- サウザー（声優：渡辺久美子）
- ブラゴ（声優：小嶋一成）
- シェリー（声優：折笠富美子）
- パティ（声優：松井菜桜子）
- ビョンコ（声優：なし）
- ウルル（声優：鳥海浩輔）
- ビクトリーム（声優：若本規夫）
- モヒカン・エース（声優：永野善一）
- レイラ（声優：宍戸留美）
- アルベール（声優：谷山紀章）
- アース（声優：梅津秀行）
- エリー（声優：吉田小南美）
- キース（声優：堀内賢雄）
- ベルン（声優：滝知史）
- バリー（声優：置鮎龍太郎）
- グスタフ（声優：石塚運昇）
- リーヤ（声優：三石琴乃）
- アリシエ（声優：関智一）
- ゼオン（声優：高乃麗）
- デュフォー（声優：緑川光）
- コーラルQ（声優：神代知衣）※ミニゲームに登場。
- グラブ（声優：陶山章央）※ミニゲームに登場。
- 雷句先生（声優：金丸淳一）
- 3バルカン（声優：なし）
- システムボイス（声優：渡辺克己）

## ミニゲーム
ミニゲームは全部で4種類ある。難易度は「かんたん」「ふつう」「むずかしい」の3つ。
- コーラルQ

コマンドを素早く入力していくゲーム。
- ウンコティンティン

出題されるクイズを制限時間内に答えていく。
- モモン

ティオを操作し、逃げ隠れするモモンに攻撃するゲーム。
- ファウード

ボタンを素早く連打してファウードより先にゴールする。